# Maksym Rylskyj

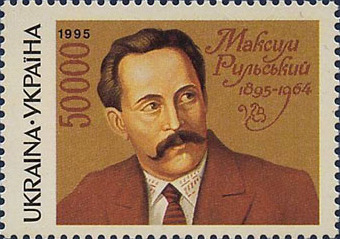
Maksym Rylskyj

Maksym Tadejowytsch Rylskyj (ukrainisch Максим Тадейович Рильський; * 19. März 1895 in Kiew; † 24. Juli 1964 ebenda) war ein ukrainischer Dichter, Übersetzer, politischer Schriftsteller.

## Leben

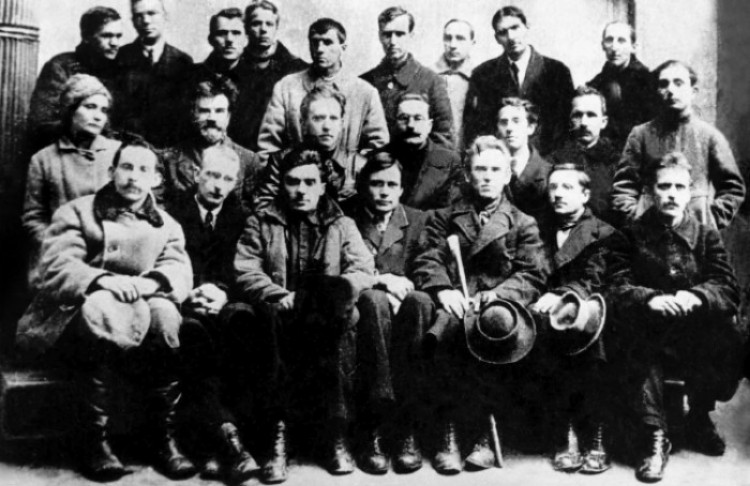
Charkiwer und Kiewer Künstler, 1923. Von links nach rechts. Erste Reihe: Maksym Rylskyj, Jurij Meschenko, Mykola Chwylowyj, Majk Johansen, Juchym Mychajliw, Mychajlo Werykiwskyj, Pylyp Kosyzkyj. Zweite Reihe: Natalja Romanowytsch, Mychajlo Mohyljanskyj, Wassyl Ellan-Blakytnyj, Serhij Pylypenko, Pawlo Tytschyna, Pawlo Fylypowytsch. Dritte Reihe: Dmytro Sahul, Mykola Serow, Mychajlo Draj-Chmara, Hryhorij Kossynka, Wolodymyr Sosjura, Teodosij Osmatschka, Wolodymyr Korjak, Mychajlo Iwtschenko

Er entstammte einer polnischen Adelsfamilie. Sein Vater, der Ethnograph Tadej Rylskyj, war Sohn des polnischen Gutsbesitzers Rozesław Rylski und der Gräfin Melanie Trubetskaja. Seine Mutter war eine einfache Bäuerin aus dem Dorfe Romaniwka.
Der junge Maksym lernte zuerst zu Hause, dann besuchte er ein privates Gymnasium in Kiew. Nach dem Abitur studierte er Medizin an der Universität Kiew, dann an der historisch-philologischen Fakultät an der Volksuniversität Kiew, brach jedoch das Studium vor dem Diplom ab. 1919 bis 1926 war er als Volksschullehrer tätig.
1910 erschien seine erste Gedichtssammlung «На білих островах» (Auf den weißen Inseln). In den 1920er Jahren war er, neben Mykola Serow, Jurij Klen, Mychajlo Draj-Chmara und Pawlo Fylypowytsch Mitglied der Künstlergruppe der „ukrainischen Neoklassiker“. Im folgenden Jahrzehnt erschienen zehn Gedichtsammlungen.
Maksym Rylskyj übersetzte auf Ukrainisch viele Werke der Weltliteratur, u. a. Cyrano de Bergerac von Edmond Rostand, Hernani von Victor Hugo, Jungfrau von Orleans von Voltaire, König Lear von William Shakespeare, Eugen Onegin von Alexander Sergejewitsch Puschkin sowie Pan Tadeusz von Adam Mickiewicz. Er verfasste auch das Libretto zu Mykola Lyssenkos Oper Taras Bulba.
Unter dem Vorwurf unerlaubter Kritik des Sowjetregimes wurde er 1931 von der NKWD verhaftet und zu einem Jahr Gefängnis verurteilt. Die übrigen Mitglieder der „Neuklassiker-Gruppe“ wurden ebenfalls verhaftet und während des großen Terrors um 1937 umgebracht.
Nach dem Verlassen des aus Lukjaniwska-Gefängnisses 1932 mied Rylskyj jede Kritik des sowjetischen Regimes und überlebte so die Zeit des Terrors um 1937. Neben den Gedichten im Geiste der Sozialistischen Realismus schrieb er unpolitische lyrische Gedichte. Er übersetzte auch wissenschaftliche Werke über Sprachwissenschaft und Literaturwissenschaft. 1943 wurde er Mitglied der Akademie der Wissenschaften der Ukrainischen SSR und 1958 Mitglied der Akademie der Wissenschaften der UdSSR.

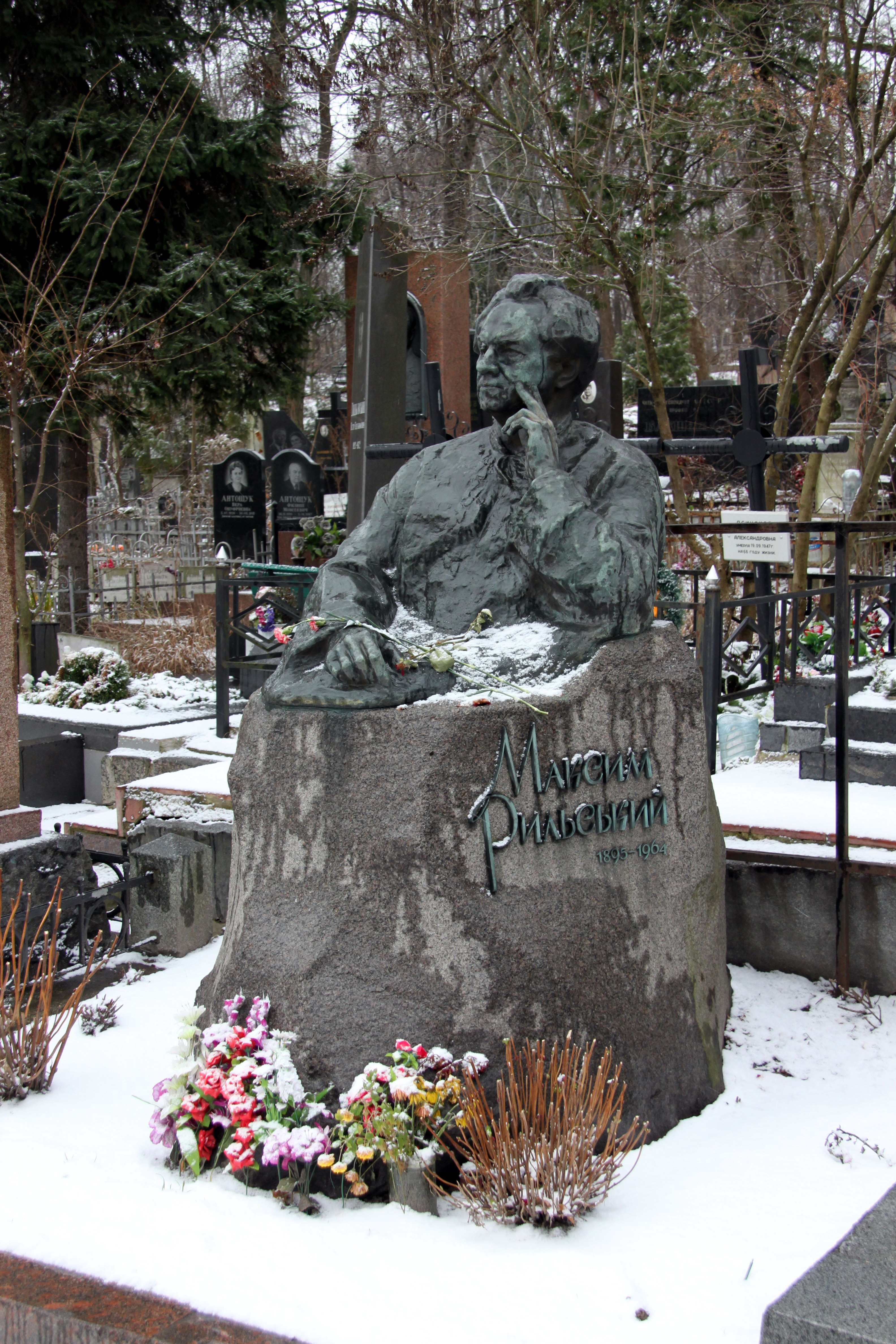
Grabmal von Maksym Rylskyj auf dem Baikowe-Friedhof

1944 bis 1964 bekleidete er den Posten des Direktors des Instituts für Kunstwissenschaft, Folklore und Ethnographie der Ukrainischen Akademie der Wissenschaften. Er wurde 1960 mit dem Leninpreis, 1943 und 1950 mit dem Stalinpreis ausgezeichnet. 1964 wurde er zum Ehrendoktor der Jagiellonischen Universität Krakau ernannt.
Er war seit 1943 KPdSU-Mitglied, von 1946 an Abgeordneter des Obersten Sowjets der Ukraine und von 1943 bis 1946 Vorsitzender des ukrainischen Schriftstellerverbandes.
Rylskyj starb 69-jährig in Kiew und wurde dort auf dem Baikowe-Friedhof beerdigt.